# It Started with a Kiss
It Started with a Kiss ist ein Pop-/Soulsong der britischen Band Hot Chocolate aus dem Jahr 1982. Er erschien auf ihrem siebten Album Mystery.

## Entstehung und Inhalt
Der Song wurde von Errol Brown geschrieben und von Mickie Most produziert. Es handelt sich um einen eher langsamen Pop-/Soulsong mit einem recht funkig gespielten Bass und eingearbeiteten harfenähnlichen Synthesizerklängen. Im Songtext erinnert sich der Protagonist an den Beginn der Beziehung zu seiner Jugendliebe zurück, die mit einem Kuss in einem Klassenzimmer und „Liebe auf den ersten Blick“ begann, als beide acht bzw. neun Jahre alt waren. Schon zu seiner Jugendzeit war sie bei „Raufereien auf dem Spielplatz“ auf seiner Seite gewesen. Doch mit 16 verlor er sie aus den Augen. Als er sie als erwachsener Mann auf der Straße wiedersieht, bekommt er Herzklopfen. Jedoch beachtet sie ihn nicht, worauf er fragt: „You don’t remember me do you?“ („Du erinnerst dich nicht an mich, oder?“)

## Veröffentlichung und Rezeption
Die Single erschien am 28. Juni 1982 bei RAK Records. Auf der B-Seite befindet sich der Titel Emotion Explosion. Auch ein Musikvideo wurde veröffentlicht, das neben Einstellungen der spielenden Gruppe mit (Liebes-)Szenen aus Schwarzweißfilmen gestaltet wurde.

### Chartplatzierungen
It Started with a Kiss erreichte in Deutschland Rang elf der Singlecharts und konnte sich 19 Wochen in den Charts platzieren. In Österreich erreichte die Single Rang 18 und platzierte sich zwei Wochen in den Charts. In der Schweizer Hitparade erreichte It Started with a Kiss mit Rang sechs seine höchste Chartnotierung und hielt sich sechs Wochen in der Hitparade. Im Vereinigten Königreich erreichte die Single mit Rang fünf ihre höchste Platzierung und war zunächst zwölf Wochen platziert. Hier konnten sich jedoch auch die Wiederveröffentlichungen 1993 (Platz 31) und 1998 (Platz 18) in den Charts platzieren, so dass der Song insgesamt 21 Wochen in den Charts zu finden war. In Belgien (Flandern) erreichte der Song die Spitzenposition und in Neuseeland Platz zwei.
| ChartsChartplatzierungen     | Höchstplatzierung | Wochen |
| ---------------------------- | ----------------- | ------ |
| Deutschland (GfK)            | 11 (19 Wo.)       | 19     |
| Österreich (Ö3)              | 18 (2 Wo.)        | 2      |
| Schweiz (IFPI)               | 6 (6 Wo.)         | 6      |
| Vereinigtes Königreich (OCC) | 5 (21 Wo.)        | 21     |

### Auszeichnungen für Musikverkäufe
It Started with a Kiss erhielt am 1. August 1982 in Großbritannien eine Silberne Schallplatte.

| Land/Region                  | Auszeichnungen für Musikverkäufe (Land/Region, Auszeichnung, Verkäufe) | Verkäufe |
| ---------------------------- | ---------------------------------------------------------------------- | -------- |
| Vereinigtes Königreich (BPI) | Silber                                                                 | 250.000  |

## Coverversionen
Eine Coverversion existiert von Bamses Venner (Started’ med et kys).